# Tyler Mabry
Tyler Mabry (Ypsilanti, 21 novembre 1996) è un giocatore di football americano statunitense che milita nel ruolo di tight end per i Seattle Seahawks della National Football League (NFL).

## Carriera

### Seattle Seahawks
Mabry firmò con i Seattle Seahawks dopo non essere stato scelto nel Draft il 4 maggio 2020. Fu svincolato il 5 settembre 2020 ma rifirmò con la squadra di allenamento il giorno successivo. Trascorse lì la sua intera stagione da rookie e firmò un nuovo contratto l'11 gennaio 2021. Fu svincolato alla fine della pre-stagione il 31 agosto 2021, tornando nella squadra di allenamento il 1º settembre. Il 6 settembre 2021 fu promosso nel roster attivo. Il 12 novembre fu svincolato, rifirmando poi per la squadra di allenamento. Tornò nel roster attivo l'8 gennaio 2022.
Il 30 agosto 2022 Mabry fu svincolato, tornando ancora nella squadra di allenamento il giorno successivo. Fu promosso nel roster attivo il 31 dicembre 2022 dopo l'infortunio di Colby Parkinson e nella partita che ne seguì segnò il suo primo touchdown su passaggio da 7 yard di Geno Smith nel secondo quarto della gara vinta contro i New York Jets.